# Jake Zamansky
Jake Zamansky (* 26. Juni 1981 in Aspen) ist ein ehemaliger US-amerikanischer Skirennläufer. Er fuhr in allen Disziplinen und feierte seine größten Erfolge im Riesenslalom. Er gewann in der Saison 2005/06 die Gesamt- und Riesenslalomwertung des Nor-Am Cups und erreichte im Weltcup als beste Platzierung einen 15. Rang.

## Biografie
Zamansky stand bereits im Alter von zwei Jahren auf Skiern und fuhr seine ersten Kinderrennen mit acht Jahren. Im Dezember 1996 nahm er erstmals an FIS-Rennen teil, Einsätze im Nor-Am Cup folgten ab November 1998. Bei Juniorenweltmeisterschaften, an denen er von 2000 bis 2001 teilnahm, war sein bestes Ergebnis ein sechster Platz in der Kombination 2001. Ab 2002 fand Zamansky Anschluss an die Spitze im Nor-Am Cup. Nach zahlreichen Top-10-Ergebnissen und ersten Podestplätzen feierte er am 6. Januar 2004 im Riesenslalom von Sunday River seinen ersten Sieg. In der Slalomwertung belegte er 2003/04 den zweiten Rang. In der Saison 2005/06 konnte er schließlich mit zwei Siegen in den Riesenslaloms am Hunter Mountain und weiteren fünf Podestplätzen (2× Riesenslalom, 2× Super-G und 1× Slalom) die Gesamt- und die Riesenslalomwertung für sich entscheiden. In den anderen Disziplinen erreichte er Gesamtplatzierungen unter den besten zehn.
Neben dem Nor-Am Cup war Zamansky seit 2001 auch regelmäßig im Europacup am Start und seit Oktober 2002 auch im Weltcup. Seine ersten Jahre im Weltcup verliefen jedoch wenig erfolgreich. Er startete fast ausschließlich im Riesenslalom und im Slalom, konnte sich aber zunächst nie für den zweiten Durchgang der besten 30 qualifizieren. Die Saison 2006/07 musste er wegen einer Knieverletzung, die er im Weltcup-Riesenslalom von Hinterstoder erlitten hatte, im Dezember beenden. In der folgenden Saison 2007/08 erreichte er im Nor-Am Cup mit drei Podestplätzen den zweiten Rang in der Riesenslalomwertung.
Im Weltcup konzentrierte sich Zamansky nach seiner Knieverletzung ganz auf den Riesenslalom. Schließlich gewann er am 21. Dezember 2008 in seinem 33. Weltcuprennen, dem Riesenslalom auf der Gran Risa in Alta Badia, mit Platz 24 die ersten Weltcuppunkte. Auch im nächsten Riesenslalom der Saison 2008/09 am Chuenisbärgli in Adelboden konnte er als 27. punkten, womit er sich innerhalb des US-Skiteams für die Weltmeisterschaften 2009 in Val-d’Isère qualifizierte. Dort schied er jedoch im ersten Durchgang aus. Eine Woche nach der WM erreichte Zamansky mit Platz 15 im Riesenslalom von Sestriere das beste Weltcupergebnis seiner Karriere. Im nächsten Winter konnte er zweimal im Weltcup punkten, als 25. in Beaver Creek und 27. in Val-d’Isère. Bei den Olympischen Winterspielen 2010 in Vancouver belegte er den 31. Platz im Riesenslalom. Im Mai 2010 gab Zamansky seinen Rücktritt bekannt. Danach startete er noch vereinzelt bei FIS-Rennen.

## Erfolge

### Olympische Spiele
- Vancouver 2010: 31. Riesenslalom

### Weltcup
- 5 Platzierungen unter den besten 30, davon einmal unter den besten 15

### Nor-Am Cup
- Saison 2001/02: 7. Slalomwertung, 7. Riesenslalomwertung
- Saison 2002/03: 4. Riesenslalomwertung, 8. Slalomwertung
- Saison 2003/04: 7. Gesamtwertung, 2. Riesenslalomwertung, 6. Slalomwertung
- Saison 2004/05: 10. Slalomwertung
- Saison 2005/06: Gesamtsieger, 1. Riesenslalomwertung, 4. Super-G-Wertung, 6. Slalomwertung, 9. Abfahrtswertung
- Saison 2007/08: 6. Gesamtwertung, 2. Riesenslalomwertung
- 18 Podestplätze, davon 3 Siege:

| Datum          | Ort             | Land               | Disziplin    |
| -------------- | --------------- | ------------------ | ------------ |
| 6. Januar 2004 | Sunday River    | Vereinigte Staaten | Riesenslalom |
| 2. Januar 2006 | Hunter Mountain | Vereinigte Staaten | Riesenslalom |
| 3. Januar 2006 | Hunter Mountain | Vereinigte Staaten | Riesenslalom |

### Juniorenweltmeisterschaften
- Québec 2000: 30. Riesenslalom, 33. Slalom
- Verbier 2001: 6. Kombination, 13. Slalom, 15. Riesenslalom, 22. Super-G, 25. Abfahrt

### Weitere Erfolge
- 1 Super-G-Sieg im Australia New Zealand Cup
- 20 Siege in FIS-Rennen (10× Riesenslalom, 8× Slalom, 2× Super-G)
- US-amerikanischer Vizemeister im Riesenslalom 2004